# Сан Сперате
Сан Спера̀те (на италиански: San Sperate; на сардински: Santu Sparau, Санту Спарау) е градче и община в Южна Италия, провинция Южна Сардиния, автономен регион и остров Сардиния. Разположено е на 41 m надморска височина. Населението на общината е 8076 души (към 2012 г.).